# Coccidiphila ledereriella
Coccidiphila ledereriella ist ein Schmetterling (Nachtfalter) aus der Familie der Prachtfalter (Cosmopterigidae).

## Merkmale
Die Falter erreichen eine Flügelspannweite von 8 bis 10 Millimeter. Der Kopf ist glänzend weiß und in der Mitte ockerfarben getönt. Das Nackenbüschel ist stark mit dunkelgrauen Schuppen gesprenkelt. Die ersten beiden Drittel der Fühler sind ockerfarben grau und dunkelgrau geringelt. Das letzte Drittel ist dunkelgrau und hat fünf weiße Ringe. Der Thorax ist dunkelgrau. Die Tegulae sind ebenfalls dunkelgrau und lateral breit weiß gesäumt. Die Vorderflügel sind ockergelb und häufig mehr oder weniger – vor allem im Apikalbereich – dunkelgrau gesprenkelt. Ein grauer Costalstrich erstreckt sich von der Flügelbasis bis reichlich 2/3 der Vorderflügellänge. Er ist in der Mitte am breitesten. Ein unregelmäßiger, dunkelgrauer Fleck befindet sich in der Analfalte bei 1/3 der Vorderflügellänge. Ein dunkelgrauer, sehr schräg nach außen verlaufender und gekrümmter Strich reicht von der Mitte des Flügelinnenrandes bis zum Apex. An der Basis befindet sich ein kleiner grauer Dorsalstrich. Die Fransenschuppen sind ockergrau und haben am Apex zwei dunkelbraune Linien. Die Hinterflügel glänzen grau. Das Abdomen ist ebenfalls grau.
Bei den Männchen ist das rechte Brachium kürzer als das Tegumen. Es ist mäßig bis stark gekrümmt, an den Seiten abgeplattet und stark sklerotisiert. Das linke Brachium ist kurz und rundlich. Die Valven sind ziemlich kompakt und haben einen nahezu kreisrunden Cucullus. Die Valvellae sind gerade, hinter der Mitte rechtwinklig gekrümmt und verjüngen sich zu einer scharfen Spitze. Der Aedeagus ist an der Spitze abgeschrägt.
Bei den Männchen hat der hintere Rand des 7. Sternits eine halbkreisförmige Ausbuchtung sowie scharfe und dornige Seitenränder. Das Ostium ist kreisförmig. Das Sterigma ist kugelförmig, hat vorn eine schmale horizontale Leiste und hinten einen kurzen und breiten Lobus. Das Corpus bursae ist dicht mit sichelförmigen Kammstrukturen bedeckt.

## Verbreitung
Coccidiphila ledereriella ist im Mittelmeerraum beheimatet (Frankreich, Italien, Malta, Sardinien). Ältere Meldungen aus Kleinasien und Nordafrika bedürfen einer Bestätigung. Meldungen von den Kanarischen Inseln dürften auf Verwechslungen mit Coccidiphila riedli zurückzuführen sein.

## Biologie
Die Raupen leben von den Überbleibseln von Insekten, die entweder aus Spinnennetzen oder aus Nestern von gesellig lebenden Schmetterlingsraupen stammen. Sie wurden auch an vertrocknetem Pflanzenmaterial und an Gallen verschiedener Pflanzen gefunden. Die Art bildet mehrere Generationen im Jahr. Die Falter fliegen von Anfang April bis Ende September, in Marokko auch im Januar und im März.

## Systematik
Coccidiphila ledereriella und Coccidiphila rungsella können weder anhand ihres Habitus noch durch Merkmale der Genitalien unterschieden werden. Die letztere Art wurde daher mit C. ledereriella synonymisiert.
Aus der Literatur sind folgende Synonyme bekannt:
- Cosmopteryx ledereriella Zeller, 1850
- Teleia unedella Millière, 1876
- Coccidiphila rungsella J. Nel & Brusseaux, 1997

## Belege
1. 1 2 3 4 5 6 7  J. C. Koster, S. Yu. Sinev: Momphidae, Batrachedridae, Stathmopodidae, Agonoxenidae, Cosmopterigidae, Chrysopeleiidae. In: P. Huemer, O. Karsholt, L. Lyneborg (Hrsg.): Microlepidoptera of Europe. 1. Auflage. Band 5. Apollo Books, Stenstrup 2003, ISBN 87-88757-66-8, S. 134 (englisch).
2. 1 2  Coccidiphila ledereriella bei Fauna Europaea. Abgerufen am 31. Januar 2012